# ザバイオーネ

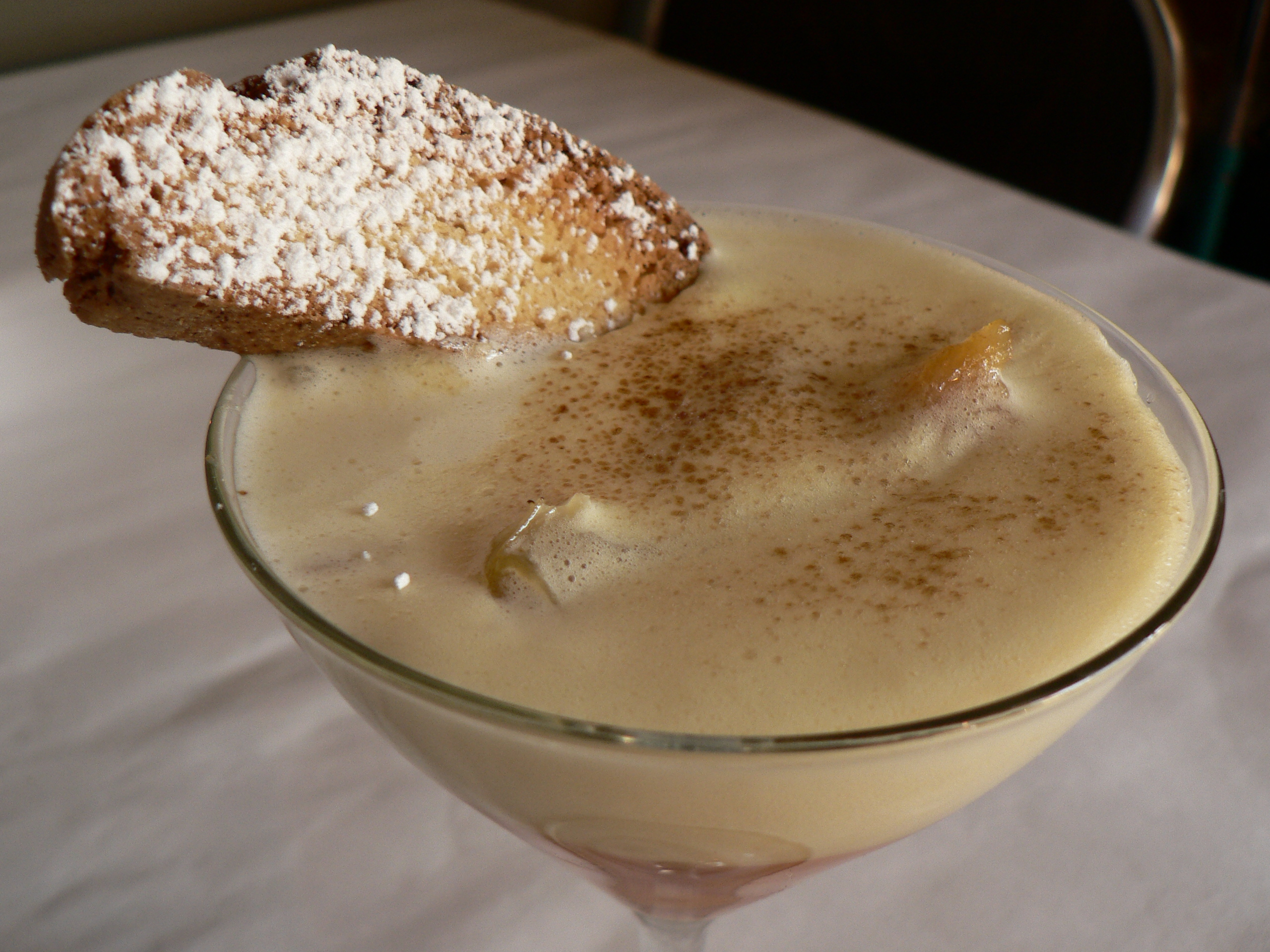
ザバイオーネ

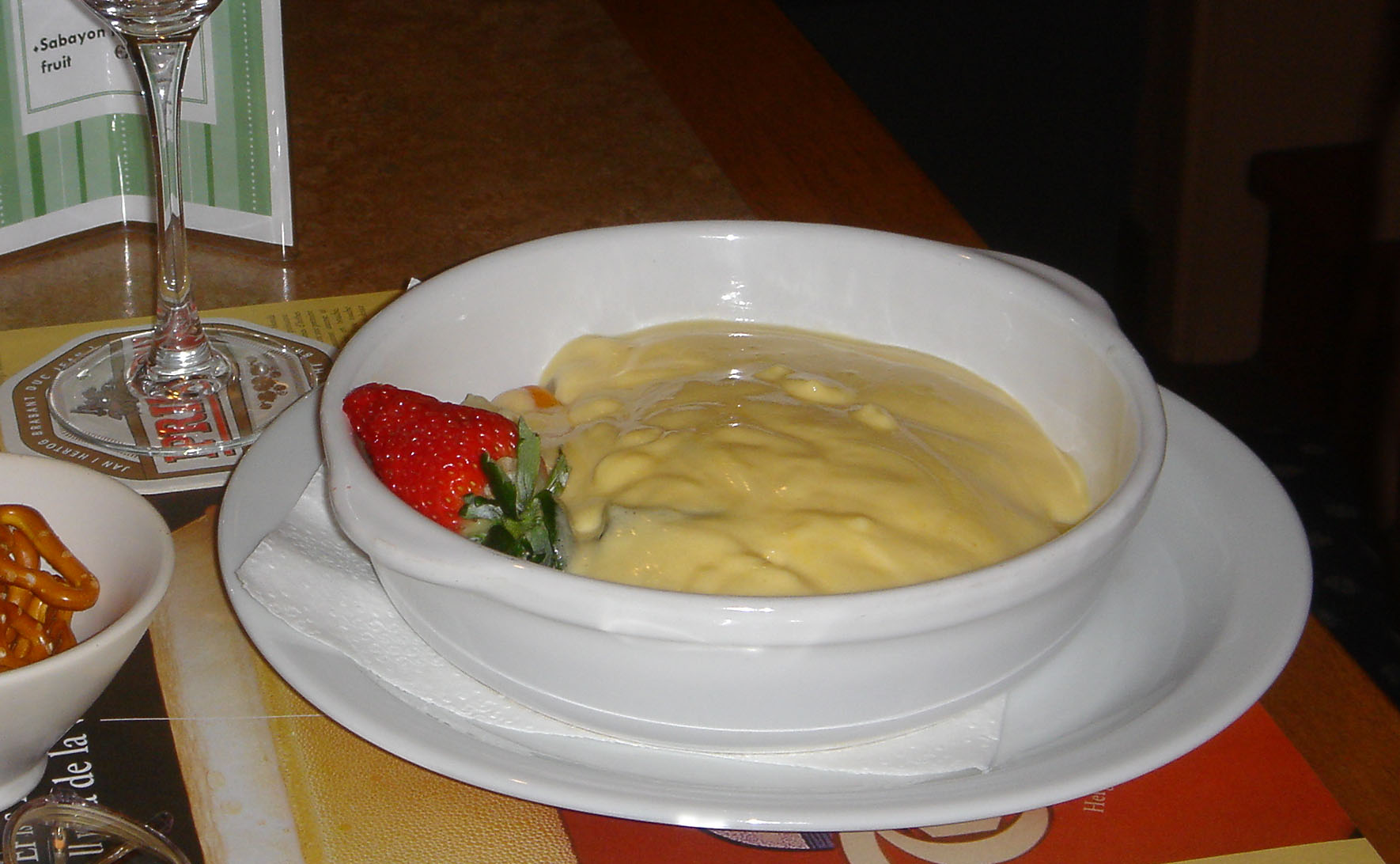
ザバイオーネ

ザバイオーネ（イタリア語: zabajone / zabaione / zabaglione）は、イタリア・ピエモンテ名物のデザートである。フランスではサバイヨン（フランス語: sabayon）と言う。

## 概要
ザバイオーネの発祥について多数の伝説が残されているが、それらの大部分はルネサンス時に起源を定めている。17世紀のトリノで料理人の守護聖人パスカリス・バイロン（サン・バイロン）を祝うために考案された飲料、17世紀のヴェネツィアで食べられていたダルマチア由来の「ザバヤ」というクリームがザバイオーネの起源に挙げられ、16世紀のカテリーナ・デ・メディチの宮廷ではザバイオーネに似たクリーム菓子が食べられていたという。
初期のザバイオーネには砂糖が甘味料として用いられていた可能性は低く、蜂蜜や甘みのあるワインが調味料として使われていたと考えられている。14世紀のイタリアにザバイオーネのレシピが残されているが、初期のザバイオーネは卵黄でとろみをつけ、スパイスを効かせたワインカクテルを指した。やがて卵黄の分量を増やし、ソース状や泡立ててクリーム状にするレシピ上の変化が起きた。この技法が19世紀中頃にフランスに伝わり、サバイヨンとして洗練されていった。20世紀にはサバイヨンは塩味の料理や、マヨネーズなどの卵ソースとのブレンドなどにも応用されている。ザバイオーネには、泡立てずに混ぜるだけのクレーム・アングレーズに近いものと、適度に熱をかけつつ泡立てて、カスタード状に膨らませるものがある。
卵黄に砂糖を加え、泡立て、温めながら、マルサラワイン、シェリー酒、白ワインなどの洋酒を加えて煮詰めたカスタードクリームで、デザートとしてそのまま食べる。また、洋菓子用のソースとして、ティラミスなどに用いることもある。 ピエモンテではザバイオーネがソースのように多量にかけられたヘーゼルナッツのトルタが食べられている。
また、ロンバルディア州ではパネットーネに添えられる。